# Liste der Mitglieder der American Academy of Arts and Sciences/1852
Im Jahr 1852 wählte die American Academy of Arts and Sciences drei Personen zu ihren Mitgliedern.

## Neugewählte Mitglieder
- William Prescott Dexter (1820–1890)
- Samuel Kneeland (1821–1888)
- George Martin Lane (1823–1897)